# Гран-при Бразилии 2003 года
Гран-при Бразилии 2003 года — 3-й этап чемпионата мира по автогонкам в классе Формула-1 сезона 2003 года прошёл на автодроме Интерлагос в Сан-Паулу, Бразилия, 6 апреля.

## Обзор
По правилам, принятым перед началом чемпионата, команды могли использовать только один тип резины для дождя на протяжении всей гонки. Все команды, использовавшие шины «Bridgestone», выбрали промежуточный тип, а клиенты «Michelin» — шины для лёгкого дождя. Гран-при же прошёл в сложных условиях, под сильным дождём. В сложившихся условиях по соображениям безопасности было принято решение начать гонку за машиной безопасности, которая возила за собой гонщиков 8 кругов. Ряд команд в связи с этим выбрали тактику пит-стопа на первом же круге. Гонка сопровождалась многочисленными вылетами с трассы, в основном в повороте «Senna’s S». Среди вылетевших был и Михаэль Шумахер, действующий на тот момент чемпион мира.
На пятьдесят четвёртом круге Джанкарло Физикелла, шедший с пустыми баками на тактике позднего пит-стопа, обогнал текущего лидера, Кими Райкконена. Физикелле и Райкконену предстояла дозаправка, после которой в лидеры вышел бы только что заправившийся Дэвид Култхард, перед пит-стопом имевший преимущество почти в 20 секунд, которые он вряд ли бы потерял. Однако на 55-м круге в аварию попал Марк Уэббер, разбившийся в последнем повороте Arquibancadas. На трассу в очередной раз, уже пятый раз за гонку, был выпущен автомобиль безопасности. Не успев догнать его и не сбавив темп, шедший третьим Фернандо Алонсо наехал на оторванное от машины Уэббера колесо и вылетел с трассы. Машину испанца швырнуло об обе стены старт-финишной прямой, и машина, вместе со стеной из покрышек, в которую она ударилась, были разрушены. Сам Фернандо получил лёгкое сотрясение мозга и был доставлен в больницу.
После того, как лидер Физикелла ушёл на свой 56-й круг, гонка была остановлена красным флагом по причине того, что после удара машины Алонсо защитный барьер существенно разрушился, и трасса оказалась практически перекрыта отработанными покрышками, из которых состоял барьер. Так как лидер преодолел более 75 % дистанции, согласно правилам гонку объявили завершённой. Вскоре после финиша на машине Физикеллы загорелся двигатель, но это никак не повлияло на его классификацию. По правилам победителем должен был стать гонщик, лидировавший за два круга до остановки, но судьи из-за ошибки хронометристов посчитали, что гонка была остановлена на 55-м круге лидера, а не на 56-м. Победителем был объявлен Райкконен, который лидировал в конце 53-го круга. Физикелла стал вторым, а Алонсо был классифицирован третьим. Испанец не смог присутствовать на подиуме и узнал о своём третьем месте уже в больнице.

### Апелляция и пересмотр результатов
Через несколько дней команда «Джордан», за которую выступал Физикелла, подала апелляцию на решение судей. В апелляции утверждалось, что согласно данным телеметрии, на момент появления красных флагов Физикелла успел начать свой 56-й круг в качестве лидера. Это значит, что результаты гонки следует считать не по 53-му, а по 54-му кругу, когда лидировал уже Физикелла. Коллегия FIA согласилась с аргументами Эдди Джордана, удовлетворила его требования, и Физикелла был объявлен победителем. 18 апреля в Имоле, перед Гран-при Сан-Марино, состоялась церемония обмена призами между Райкконеном и Физикеллой. Десять очков за эту победу стали основным достижением команды «Джордан» в 2003 году, последней победой команды и первой победой Физикеллы.
Решение судей вызвало противоречивые оценки обозревателей: одни считали его справедливым, другие — показным. Пол Стоддарт, лидер команды Minardi, утверждал, что его гонщик Йос Ферстаппен имел при таких обстоятельствах ещё большие шансы на победу, если бы дозаправился немного позже. Тем не менее, два очка, потерянных Райкконеном в результате апелляции, не повлияли на исход чемпионата, так как по итогам года он уступил Михаэлю Шумахеру именно два очка в борьбе за чемпионство, но при равном количестве очков чемпион определялся бы по количеству побед в сезоне, которых у Шумахера было бы 6 против 2 у Райкконена. Инцидент также сравнивали с произошедшим в американской серии IRL за полгода до этого, где по аналогичному поводу было принято прямо противоположное решение судей. В гонке «Инди-500» Пол Трейси опередил Элио Кастроневеса на последнем круге, но из-за аварии гонка была остановлена, и обгон не был засчитан.

## Гонка
| Место | С  | №  | Гонщик                 | Конструктор      | Ш | Круги | Время/причина схода | О  |
| ----- | -- | -- | ---------------------- | ---------------- | - | ----- | ------------------- | -- |
| 1     | 8  | 11 | Джанкарло Физикелла    | Jordan-Ford      | B | 54    | 1:31:17,748         | 10 |
| 2     | 4  | 6  | Кими Райкконен         | McLaren-Mercedes | M | 54    | +0,945              | 8  |
| 3     | 10 | 8  | Фернандо Алонсо        | Renault          | M | 54    | +6,348              | 6  |
| 4     | 2  | 5  | Дэвид Култхард         | McLaren-Mercedes | M | 54    | +8,096              | 5  |
| 5     | ПЛ | 10 | Хайнц-Харальд Френтцен | Sauber-Petronas  | B | 54    | +8,642              | 4  |
| 6     | 13 | 16 | Жак Вильнёв            | BAR-Honda        | B | 54    | +16,054             | 3  |
| 7     | 6  | 4  | Ральф Шумахер          | Williams-BMW     | M | 54    | +38,526             | 2  |
| 8     | 5  | 7  | Ярно Трулли            | Renault          | M | 54    | +45,927             | 1  |
| 9     | 3  | 14 | Марк Уэббер            | Jaguar-Cosworth  | M | 53    | Авария              |    |
| 10    | 18 | 21 | Кристиано да Матта     | Toyota           | M | 53    | +1 круг             |    |
| Сход  | 1  | 2  | Рубенс Баррикелло      | Ferrari          | B | 46    | Топливная система   |    |
| Сход  | 11 | 17 | Дженсон Баттон         | BAR-Honda        | B | 32    | Авария              |    |
| Сход  | ПЛ | 19 | Йос Ферстаппен         | Minardi-Cosworth | B | 30    | Разворот            |    |
| Сход  | 7  | 1  | Михаэль Шумахер        | Ferrari          | B | 26    | Авария              |    |
| Сход  | 9  | 3  | Хуан Пабло Монтойя     | Williams-BMW     | M | 24    | Авария              |    |
| Сход  | ПЛ | 15 | Антонио Пиццония       | Jaguar-Cosworth  | M | 24    | Авария              |    |
| Сход  | 15 | 20 | Оливье Панис           | Toyota           | M | 17    | Столкновение        |    |
| Сход  | ПЛ | 12 | Ральф Фёрман           | Jordan-Ford      | B | 17    | Подвеска            |    |
| Сход  | 20 | 18 | Джастин Уилсон         | Minardi-Cosworth | B | 15    | Разворот            |    |
| Сход  | 12 | 9  | Ник Хайдфельд          | Sauber-Petronas  | B | 8     | Двигатель           |    |

## Факты
- Лучший круг: Рубенс Баррикелло 1:22,032
- Последняя победа мотора Ford/Cosworth
- Последняя победа команды Jordan
- Первая победа Джанкарло Физикеллы
- Дважды подряд победили гонщики, которые до этого никогда не побеждали — впервые с 1982 года, когда аналогичным отметились Элио де Анжелис и Патрик Тамбе